# Gédéon Bordiau
Gédéon Bordiau, né à Neufvilles (Soignies) le 2 février 1832 et mort à Bruxelles le 23 janvier 1904 , est un architecte belge.

## Éléments biographiques
Formé à l'Académie des beaux-arts de Bruxelles (1847-1854), Gédéon Bordiau entame sa carrière comme dessinateur pour Joseph Poelaert auquel il succède, après sa démission en 1856, comme architecte de la Ville de Bruxelles.
Il collabore donc à la plupart des grands projets de Poelaert, dont le chantier interminable du Palais de justice de Bruxelles, cette construction pharaonique achevée après la mort de son concepteur. Il en gardera des marques indélébiles, comme un goût prononcé pour les lourdes masses de pierre et le gigantisme.
Il réalise son premier projet personnel à la place Madou où il construit une série de maisons sur commerce de style néoclassique, disposées en exèdre autour de l’entrée de la chaussée de Louvain. Lors de l’aménagement des boulevards du centre au-dessus du pertuis de la Senne, il réalise, place de Brouckère, un immeuble de rapport de style renaissance très décoré qui obtiendra le 13e prix du concours d'architecte organisé pour encourager la reconstruction de cette partie du centre-ville.
Il est ensuite associé à l’urbanisation des faubourgs de Bruxelles en dessinant les plans du quartier des Squares. Son projet de palais des beaux-arts rejeté, Jules Anspach lui confie l’aménagement du quartier tandis que l’État belge lui commande le palais de l’industrie et l’aménagement des jardins du plateau de Linthout, bientôt rebaptisé parc du Cinquantenaire. Il s’y consacre pendant près de vingt ans en réalisant, en fonction des disponibilités budgétaires, toutes les extensions nécessaires et en profite, en même temps, pour proposer des pavillons pour les expositions régulières qui y sont organisées (1880, 1888, 1897). L’énergie et l’enthousiasme avec lesquels il dirige les métiers contribue à asseoir sa réputation.
Gédéon Bordiau (son nom véritable est Bourdiau) meurt chez lui, à Bruxelles, 68 rue Joseph II, le 23 janvier 1904. Il était veuf (sans postérité) de Marie-Mathilde Mareska (1839-1903), d'une famille d'entrepreneurs de Saint-Josse-ten-Noode. Son père Jean-Joseph Bourdiau (1795-1844) était cabaretier à Neufvilles.

## Principales réalisations

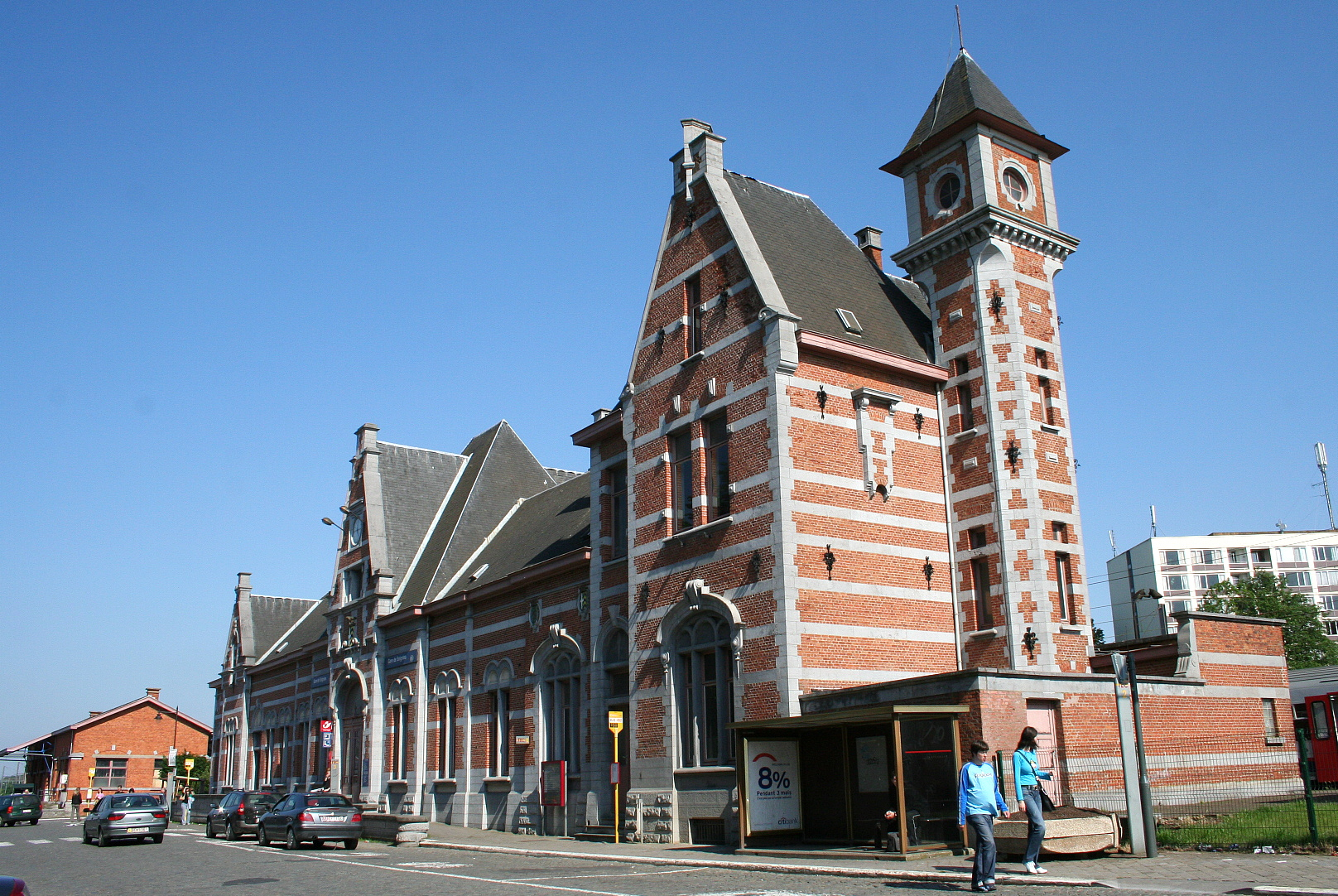
Gare de Soignies

- 1861-1862 : maisons d'artistes, place Madou à Saint-Josse-ten-Noode (démolies)
- 1873-1877 : aménagements au jardin zoologique du parc Léopold à Bruxelles (volières, pièces d'eau, aubettes et porte d'entrée)
- 1872-1876 : immeuble de rapport, 17 place de Brouckère, à Bruxelles (intégré dans l'hôtel Métropole)
- 1875-1880 : ensemble du quartier des Squares à Bruxelles : square Marie-Louise, avenue Palmerston, square Ambiorix, square Marguerite
- 1877 : hôtel, rue Galilée à Saint-Josse-ten-Noode
- 1878-1904 : Palais et parc du Cinquantenaire[2]
- 1881 : maison particulière, rue du Duc à Watermael-Boitsfort
- 1891 : Gare de Soignies. Ce projet est attribué aux architectes Henri Fouquet et Gédéon Bordiau. Il est probable que Fouquet (architecte ferroviaire) a conçu le bâtiment monumental avant la fin de sa carrière et que Gédéon Bordiau était responsable des travaux de construction.
- 1891-1894 : transformations au palais grand-ducal de Luxembourg
- 1902-1903 : agrandissement de la salle de séance du Sénat de Belgique, rue de la Loi à Bruxelles
- Atelier d'architecture personnel, rue de Spa à Bruxelles

## Honneurs
Les vastes salles d'exposition conçues par l'architecte au Cinquantenaire sont appelées Halles Bordiau.